# Hybophthirus notophallus
Hybophthirus notophallus är en insektsart som först beskrevs av Neumann 1909. Hybophthirus notophallus  placeras som ensam art i släktet Hybophthirus och familjen Hybophthiridae. Inga underarter finns listade i Catalogue of Life.